# Vega Larga
Vega Larga är en ort i Mexiko.   Den ligger i kommunen San Pedro och delstaten Coahuila, i den centrala delen av landet, 800 km nordväst om huvudstaden Mexico City. Vega Larga ligger 1 106 meter över havet och antalet invånare är 523.
Terrängen runt Vega Larga är mycket platt. Runt Vega Larga är det glesbefolkat, med 9 invånare per kvadratkilometer. Närmaste större samhälle är Concordia, 14,1 km sydost om Vega Larga. Omgivningarna runt Vega Larga är i huvudsak ett öppet busklandskap.